# Pedra de Xangô
A Pedra de Xangô é uma formação rochosa de oito metros de altura e, aproximadamente, 30 metros de perímetro e 8 metros de altura, localizada na Avenida Assis Valente, no bairro de Cajazeiras X, em Salvador, Bahia, Brasil. É lugar sagrado para religiões de matriz africana, a exemplo do candomblé e da umbanda, como também patrimônio cultural municipal tombado pela Fundação Gregório de Mattos (FGM), designado "Pedra de Xangô e Área Considerada Sítio Histórico do Antigo Quilombo Buraco do Tatu".
O monumento é importante tanto pela questão religiosa quanto pela questão histórica. Antes conhecida como Pedra do Buraco da Onça e Pedra do Buraco do Tatu, ali foi localidade de vivência de povos indígenas, com grande influência tupinambá. Além disso, é um marco na história de resistência daqueles que sofreram com a escravidão em Salvador, pois, segundo a tradição oral, servia como passagem e esconderijo de quilombolas perseguidos. Geologicamente, trata-se de um afloramento rochoso relativo ao Cinturão Salvador-Esplanada (CSE) e qualificado como rocha metamórfica gnáissica.
Em 2005, a Pedra de Xangô por pouco não foi implodida para dar lugar à construção da Avenia Assis Valente, contudo, graças à resistência promovida pelas organizações dos terreiros de candomblé, a formação rochosa foi preservada. Como resultado movimento do povo de santo, em 2016, o Plano Diretor de Desenvolvimento Urbano de Salvador (PDDU) contemplou a criação do Parque Pedra de Xangô, do Parque em Rede Pedra de Xangô e da Área de Proteção Ambiental Municipal Vale da Avenida Assis Valente e do Parque em Rede Pedra de Xangô, com a finalidade de preservar todas as áreas verdes ainda existentes no entorno. Em um projeto coordenado pela Fundação Mário Leal Ferreira (FMLF), com efetiva participação da comunidade local, especialmente de representantes de religiões de matriz africana, a construção deste parque também faz parte da salvaguarda, do primeiro espaço de lazer da área, e também de novo marco identitário da região de Cajazeiras.
Em maio de 2017, o monumento foi reconhecido como patrimônio cultural do município. Em dezembro de 2018, fruto de intolerância religiosa, o lugar sagrado foi vandalizado quando ali atiraram de 100 quilogramas de sal. Em julho de 2021, foi celebrada a primeira cerimônia de casamento religioso afro-brasileiro no lugar. Inaugurado em maio de 2022 e com uma área de 67.163,06 metros quadrados, o Parque da Pedra de Xangô permitiu proteger o monumento sagrado, que está envolvido por uma vegetação remanescente de Mata Atlântica, reforçando, assim, o caráter sagrado do local. O equipamento apresenta-se como uma contribuição para a melhoria das condições socioambientais da região de Cajazeiras.
Religiosos de diversos segmentos de matriz africanas se reúnem uma vez por ano para a Caminhada da Pedra de Xangô, atividade que acontece tradicionalmente no segundo domingo de fevereiro. O evento sempre é aberto com a realização do tradicional Ipadê de Exu, numa saudação para abrir as atividades. Os participantes seguem em caminhada pela avenida Assis Valente até o monumento, onde é depositado o tradicional “Amalá de Xangô”, prato dedicado ao orixá, composto por quiabo, carne de boi, azeite, frutas e outros vegetais. O trajeto é marcado pelo som dos atabaques, cânticos, rodas de capoeira e milho branco. A caminhada busca chamar a atenção da sociedade para o tema da justiça e do combate à intolerância religiosa.